# Slaughter Beach
Slaughter Beach és una població dels Estats Units a l'estat de Delaware. Segons el cens del 2000 tenia 198 habitants.

## Demografia
Segons el cens del 2000, Slaughter Beach tenia 198 habitants, 108 habitatges, i 64 famílies. La densitat de població era de 57,1 habitants/km².
Dels 108 habitatges en un 3,7% hi vivien nens de menys de 18 anys, en un 55,6% hi vivien parelles casades, en un 3,7% dones solteres, i en un 40,7% no eren unitats familiars. En el 30,6% dels habitatges hi vivien persones soles el 13,9% de les quals corresponia a persones de 65 anys o més que vivien soles. El nombre mitjà de persones vivint en cada habitatge era d'1,83 i el nombre mitjà de persones que vivien en cada família era de 2,23.
Per edats la població es repartia de la següent manera: un 4% tenia menys de 18 anys, un 1,5% entre 18 i 24, un 17,2% entre 25 i 44, un 50% de 45 a 60 i un 27,3% 65 anys o més.
L'edat mediana era de 58 anys. Per cada 100 dones de 18 o més anys hi havia 86,3 homes.
La renda mediana per habitatge era de 41.250 $ i la renda mediana per família de 50.625 $. Els homes tenien una renda mediana de 30.417 $ mentre que les dones 37.188 $. La renda per capita de la població era de 27.290 $. Aproximadament el 10,9% de les famílies i el 13,6% de la població estaven per davall del llindar de pobresa.

## Poblacions més properes
El següent diagrama mostra les poblacions més properes.